# Плезантвілл (округ Бедфорд, Пенсільванія)
Плезантвілл (англ. Pleasantville) — місто (англ. borough) в США, в окрузі Бедфорд штату Пенсільванія. Населення — 191 особа (2020).

## Географія
Плезантвілл розташований за координатами 40°10′47″ пн. ш. 78°36′48″ зх. д. / 40.17972° пн. ш. 78.61333° зх. д. (40.179720, -78.613270).  За даними Бюро перепису населення США в 2010 році місто мало площу 0,19 км², уся площа — суходіл.

## Демографія
Згідно з переписом 2010 року, у селищі мешкало 198 осіб у 79 домогосподарствах у складі 56 родин. Густота населення становила 1031 особа/км².  Було 86 помешкань (448/км²).
Расовий склад населення:
| - 99,0 % — білих |

До двох чи більше рас належало 1,0 %. Частка іспаномовних становила 0,0 % від усіх жителів.
За віковим діапазоном населення розподілялося таким чином: 29,3 % — особи молодші 18 років, 49,0 % — особи у віці 18—64 років, 21,7 % — особи у віці 65 років та старші. Медіана віку мешканця становила 40,3 року. На 100 осіб жіночої статі у селищі припадало 70,7 чоловіків;  на 100 жінок у віці від 18 років та старших — 64,7 чоловіків також старших 18 років.
За межею бідності перебувало 23,3 % осіб, у тому числі 33,3 % дітей у віці до 18 років та 15,9 % осіб у віці 65 років та старших.
Цивільне працевлаштоване населення становило 102 особи. Основні галузі зайнятості: роздрібна торгівля — 36,3 %, освіта, охорона здоров'я та соціальна допомога — 14,7 %, будівництво — 11,8 %, виробництво — 10,8 %.